# Varta
Varta A. G. est une entreprise et une marque de piles électriques, de batteries d'accumulateurs et de chargeurs appartenant au groupe américain Spectrum Brands. Varta a été fondée en 1904 en Allemagne.
Le nom VARTA est l’acronyme de Vertrieb, Aufladung, Reparatur Transportabler Akkumulatoren (distribution, recharge et réparation de batteries portables, en allemand).

## Historique

### Constitution de l'AFA
Le 27 décembre 1887, face à l'énorme potentiel du marché pour les accumulateurs électriques, Adolph Müller (de) fonde la société Accumulatoren-Fabrik Tudor'schen Systems Büsche & Müller oHG à Hagen (Westphalie). En 1888, la société commence à fabriquer des batteries au plomb conçues par Henri Owen Tudor, un ingénieur luxembourgeois. En janvier 1889, l'usine d'accumulateurs change sa raison sociale en Accumulatoren-Fabrik Tudor'schen Systems Müller & Einbeck oHG. Le 1er janvier 1890, Adolph Müller fonde, avec ses potentiels concurrents Siemens et AEG et avec le soutien de la Deutsche Bank, la société Accumulatoren-Fabrik Aktiengesellschaft (AFA) .

### Politique d'expansion de l'AFA
Pour éviter des litiges potentiels, l’AFA s’approprie, le 4 avril 1890, les droits de licence pour l’Allemagne du brevet de Camille Alphonse Faure ayant pour objet l’inclusion d’oxydes de plomb dans les plaques d’accumulateurs. Cette démarche, qu’Adolph Müller fait par simple précaution, ouvrira la voie à des opérations stratégiques de grande ampleur. 
À partir de 1890, l'AFA entame des actions en justice contre de nombreux concurrents allemands en invoquant le brevet de Faure. Ces procès, qui durent jusqu’en 1896 et au-delà, se terminent en faveur de l’AFA, renforçant la position dominante de cette dernière sur le marché.
L'AFA est cotée à la Bourse de Berlin à partir de 1894. En 1897, elle déménage son siège à Berlin.

### Accumulateurs portables et de démarrage
En 1904, l'AFA absorbe la Watt Accumulatoren-Werke A.G. à Berlin-Oberschöneweide, spécialisée dans la fabrication d'accumulateurs portables. Le site d'Oberschöneweide devient le deuxième lieu de production par ordre d'importance de l'AFA. Sa filiale de vente et de distribution prend le nom de Varta GmbH (Vertrieb, Aufladung, Reparatur transportabler Akkumulatoren). Ses produits sont utilisés pour les lampes de poche, les télégraphes et les dispositifs de signalisation. L'électrode à grilles « Watt » est le point de départ du développement de la batterie de démarrage automobile, fabriquée à partir des années 1920. 

### Forte croissance et expansion géographique de l'AFA
L'entreprise connaît une croissance qui s'accélère dès le début du  XXe siècle. En 1912, l'effectif des usines allemandes est de 4 000 personnes environ. 
Les activités de l’AFA s’étendent en Europe centrale et orientale avec la fondation de filiales et de sites de production en Autriche (1890), Russie (1897), Hongrie (1904), Galicie (territoires polonais annexés par l’Autriche, 1906), Suisse (1892), Italie (1907), Bohème (1909), Roumanie (1911) et Suède (1914). 
En 1904, l'AFA acquiert la majorité du capital de The Tudor Accumulator Company Limited au Royaume-Uni. En 1912, elle conclut un accord dit « d'amitié » avec la Société de l'Accumulateur Tudor (Paris) et la Société Anonyme "Accumulateurs Tudor" (Bruxelles). Il en résulte une expansion considérable de sa zone d'influence.

### Première Guerre mondiale
L'AFA fabrique en 1904 sa première batterie pour sous-marins et devient le seul fabricant du Reich allemand dans ce secteur. Des accumulateurs de l'AFA propulsent la redoutable flotte des sous-marins impliquée dans les batailles marines de la Première Guerre mondiale. Par conséquent, l'Amirauté britannique a planifié ses raids aériens sur l'usine AFA à Hagen.
À la suite de la défaite subie par l’Allemagne à la fin de la Première Guerre mondiale, l’AFA perd une partie de ses usines, et notamment celle de Saint- Pétersbourg, qui tombe sous le régime soviétique. Grâce à la qualité de ses produits, elle reprend cependant très vite son activité commerciale pour les marchés civils. 

### Reprise de l'AFA par les Quandt
Dès 1922, Günther Quandt saisit l'occasion de l'instabilité économique du moment pour acquérir systématiquement des actions du capital fortement dispersé de l'AFA. Celle-ci ne peut se défendre contre ce que ses dirigeants considèrent désormais comme une reprise inamicale. Par un véritable tour de force, Quandt accède le 13 juin 1923 à la présidence du conseil d'administration de l'AFA, au désavantage d'Adolph Müller. 
Après 1920, l'avènement généralisé de la radio fait exploser la demande pour des batteries anodiques. Les batteries primaires destinées à ces marchés sont fabriquées suivant une licence de la société chimique Pertrix. En 1926, l’AFA reprend cette société au nom de marque prestigieux.

### L'AFA et l'Allemagne nazie
Günther Quandt fait partie des élites allemandes qui approuvent et favorisent la politique d’armement d’Hitler. Il se rapproche du NSDAP dès 1931, par le biais de Goebbels, qui s'est lié à l'ex-épouse de Günther. En 1937, Günther Quandt obtient le titre de « Wehrwirtschaftsführer » (chef économique de l’armée). En 1938, il est désigné président du comité de direction (Vorstandsvorsitzender) du groupe AFA et assume ainsi sa gestion journalière avec le soutien de son fils Herbert Quandt.  
La nouvelle usine de Hanovre-Stöcken, qui est achevée après 1940, est spécialisée dans la fabrication d’accumulateurs pour sous-marins et joue ainsi un rôle capital lors de la première phase de la Deuxième Guerre mondiale. Elle produit également des batteries pour torpilles et fusées. En juillet 1943, une annexe du camp de concentration de Neuengamme est aménagée en proximité immédiate de cette usine, le KZ Hannover-Stöcken Akkumulatorenwerke (de). Ses internés sont soumis à un régime de terreur. 
D’autres usines de l’AFA recourent également au travail forcé, souvent par des prisonniers de camps de concentration voisins. 1 499 personnes en captivité sont comptées en 1943 à l’usine de Hagen. Des centaines de femmes prisonnières travaillent à l’usine Pertrix de Niederschöneweide. La présence des prisonniers doit compenser les départs des hommes vers les fronts. Les usines de l’AFA sont les rares endroits où des internés des camps de concentration sont en contact avec la population civile. Les mesures de sécurité et d’hygiène normalement en vigueur pour le personnel ne sont cependant pas appliquées dans le cas des détenus. Exposés aux dangers du plomb, ils sont malades, mal nourris et épuisés. Peu avant la fin de la guerre, beaucoup périssent lors de marches forcées ou à la suite d'actes de brutalité inqualifiables infligés par les SS.  
Günther Quandt est intéressé par l’extension de son empire industriel à l’usine Tudor de Florival près de Wavre, qui est dirigée par Léon Laval, gendre d’Henri Tudor. En 1942, Quandt recourt aux services de la Gestapo pour inciter Laval à négocier une participation de l'AFA à son entreprise, mais sans succès. Léon Laval est emprisonné à Luxembourg, puis en Allemagne, jusqu'à la fin de la guerre. 
En 1943, Günther Quandt établit un site de production géant à Poznań dans la Pologne occupée. L’usine se distingue par la disposition rationnelle de tous ses éléments, permettant de réduire les opérations de transport et de manutention à un strict minimum.

### Après la Seconde Guerre mondiale
Après 1945, lors de la dénazification, l'AFA échappe au démantèlement, Quandt père et fils sont blanchis : Benjamin Ferencz, principal accusateur public lors des procès des Einsatzgruppen (1947-1948), témoignera en 2007, que, si les Quandt, par dissimulations et mensonges, ont pu échapper aux sanctions, c'est surtout à cause d'une erreur de la part des autorités britanniques qui ont oublié de transmettre aux tribunaux les dossiers mettant en accusation les deux hommes.
L’AFA a des difficultés à se relever au lendemain de la guerre, car ses usines sont très endommagées par les bombardements. En 1946, elle ouvre une usine de fabrication de piles sèches à Ellwangen. Elle est également très active dans le domaine des batteries de démarrage, qui sont toujours commercialisées sous la marque de VARTA. En raison du succès de cette marque, l'AFA transforme en 1962 sa raison sociale en Varta Aktiengesellschaft.

### Rachat américain
En 2002, la société américaine Spectrum Brands Inc, également propriétaire de la marque de piles Rayovac,, rachète une partie du capital de Varta. L’entreprise forme une coentreprise avec Rayovac Corporation, une société également américaine, et change de nom pour Varta Consumer Batteries. En 2004, Varta lance le premier chargeur du marché qui peut recharger les accumulateurs en seulement quinze minutes : Varta 15 minutes (IC3). Depuis 2005, Varta est une filiale à 100 % du groupe Spectrum Brands. En 2006, Varta développe de nouvelles séries de torches électriques pour enfants. En 2007, le Power Station est un chargeur simple d’utilisation et compact, qui possède huit plots de recharge et une boîte de rangement pour les piles. En 2008, Varta présente le chargeur USB numérique Varta équipé d’une fonction USB in et out pour les lecteurs MP3, les appareils photo numériques et autres appareils.

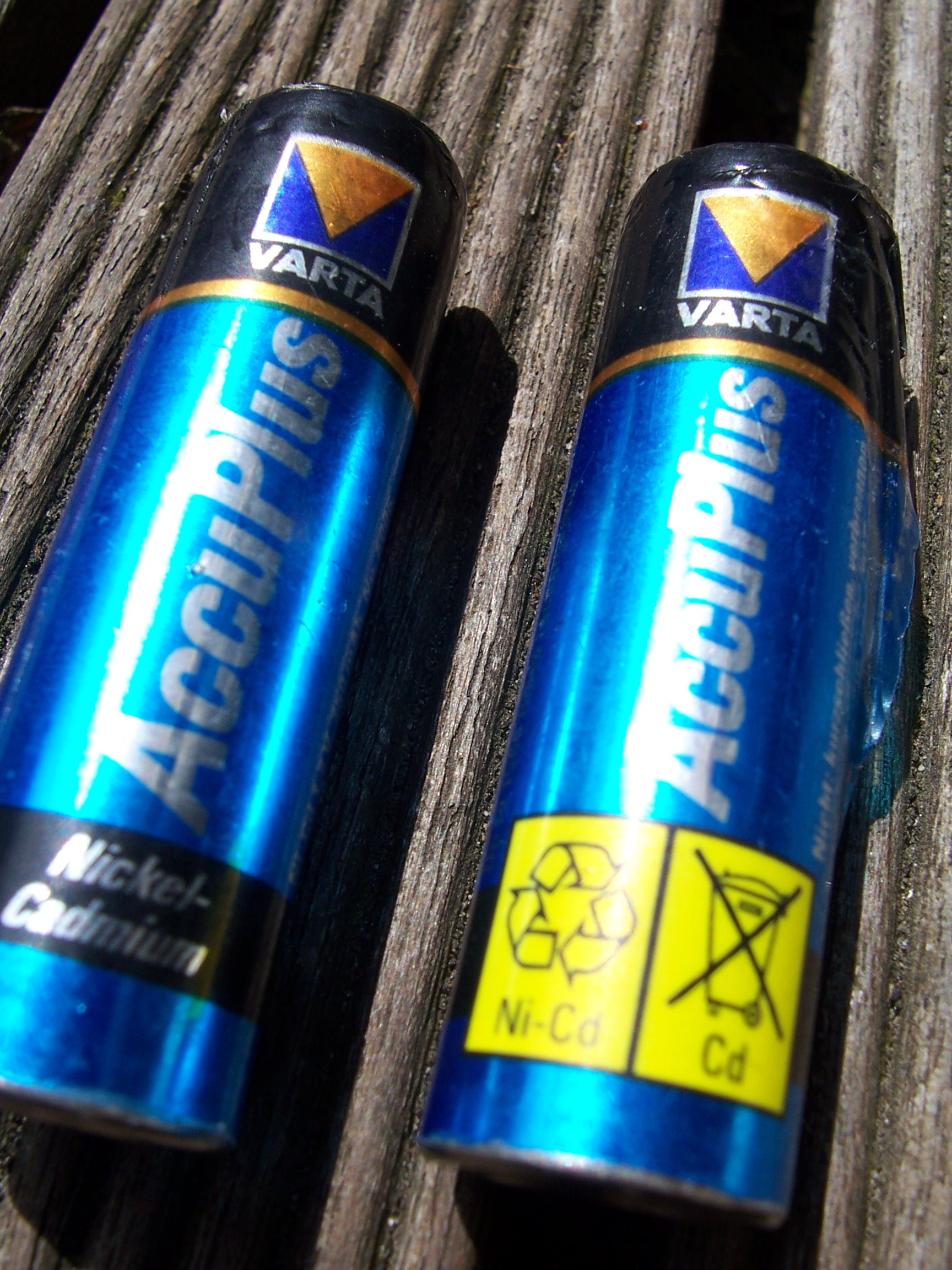
Une paire d'accumulateurs nickel-cadmium Varta.

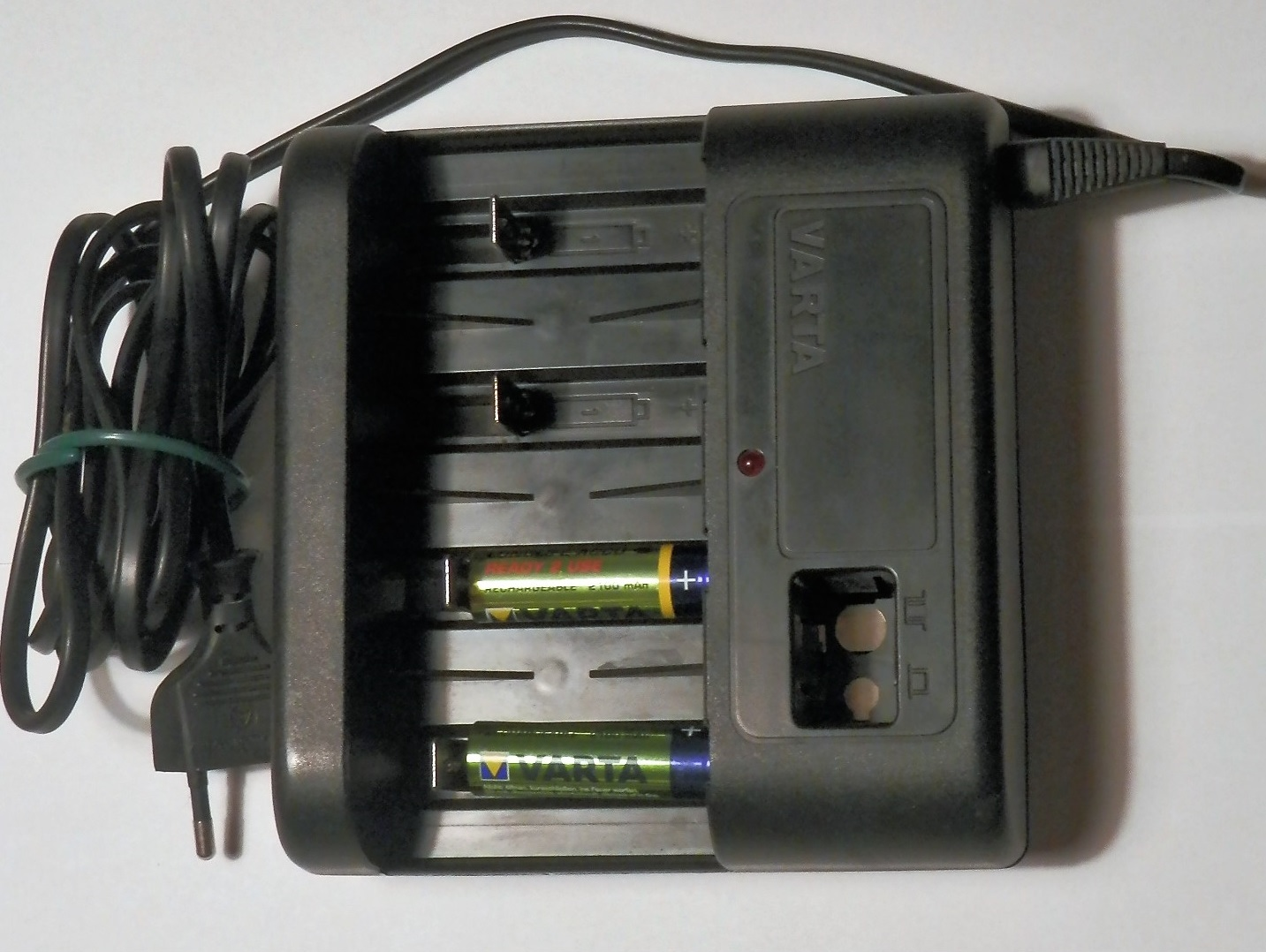
Une Varta Combi charger avec une paire d'accumulateurs nickel-cadmium Varta.

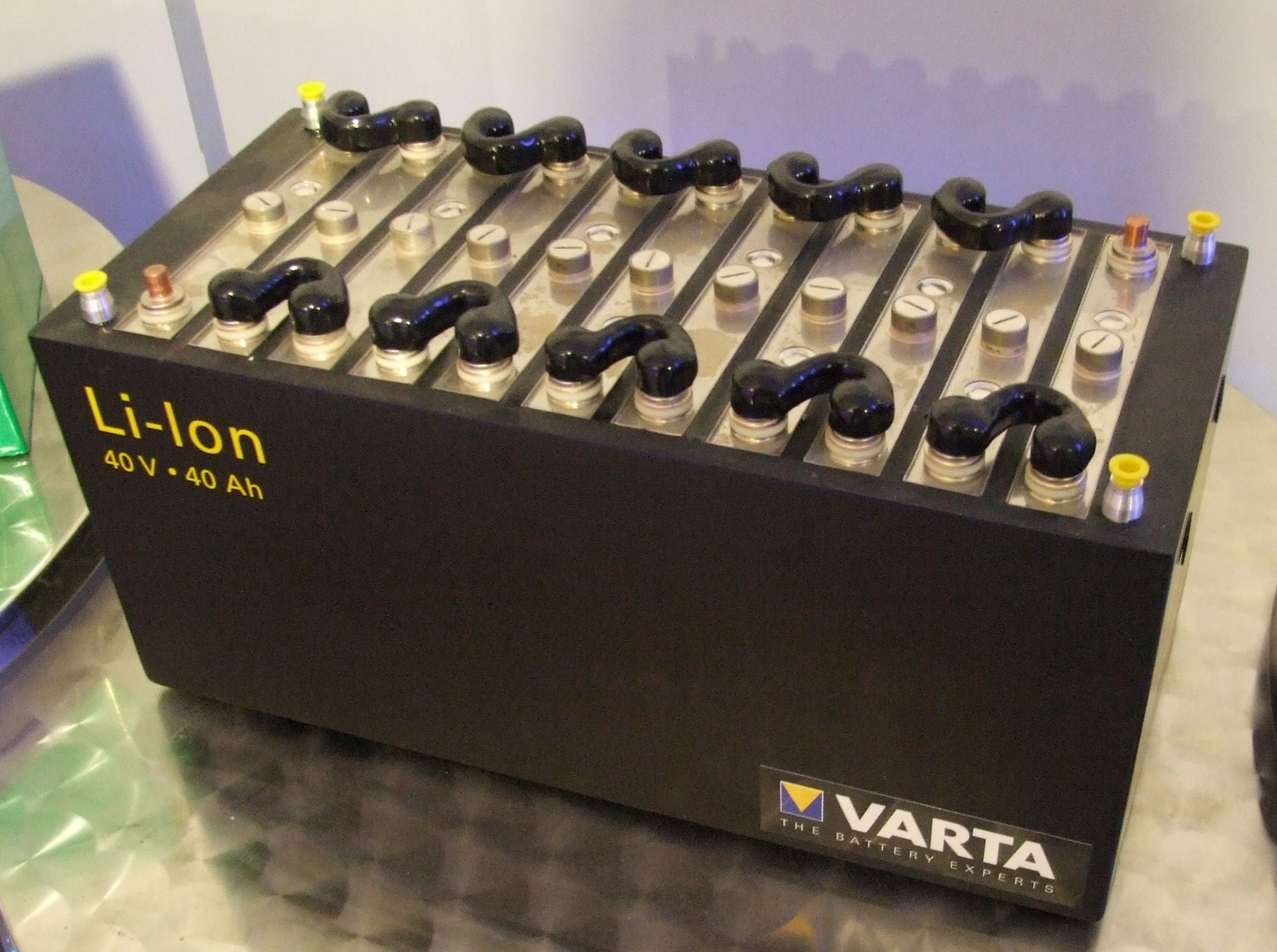